# Colaspidea
Colaspidea là một chi bọ cánh cứng trong họ Chrysomelidae.
Chi này được Laporte miêu tả khoa học năm 1833.

## Các loài
Các loài trong chi này gồm:
- Colaspidea globosa Küster, 1848
- Colaspidea grossa Fairmaire, 1866
- Colaspidea metallica Rossi, 1790
- Colaspidea oblonga Blanchard, 1855